# Szinte község
Szinte község (románul: Comuna Sintea Mare) község Arad megyében, Romániában. Központja Szinte, beosztott falvai Szapáryliget, Ágya.

## Népessége
A 2011-es népszámlálás adatai alapján a község népessége 3742 fő volt.